# Giuseppe Cavanna
Giuseppe Cavanna (Vercelli, 18 de setembro de 1905 - 3 de novembro de 1976) foi um futebolista italiano.

## Carreira
Conquistou a Copa do Mundo de 1934 com a Seleção Italiana de Futebol.